# Дор (Никольский район)
Дор — деревня в Никольском районе Вологодской области.
Входит в состав Краснополянского сельского поселения, с точки зрения административно-территориального деления — в Краснополянский сельсовет.
Расстояние до районного центра Никольска по автодороге — 10 км. Ближайшие населённые пункты — Кузнечиха, Кожаево, Плаксино.
По переписи 2002 года население — 141 человек (74 мужчины, 67 женщин). Всё население — русские.